# Луций Юлий Либон
Луций Юлий Либон (лат. Lucius Iulius Libo; III век до н. э.) — римский политический деятель из патрицианского рода Юлиев, консул 267 года до н. э.
О происхождении Либона известно только, что он принадлежал к патрициям Юлиям и что у его отца и деда был тот же преномен. Степень родства Юлиев Либонов с Юлиями Юлами V века до н. э. и Юлиями Цезарями II—I веков до н. э. остаётся неясной. Г. Самнер предположил, что Либон мог быть потомком Луция Юлия Юла, военного трибуна с консульской властью 388 и 379 гг. до н. э., Бэдиан считает, что любой из известных истории Юлов мог быть предком Либона. 
Хотя Юлии были видной семьёй ранней Римской республики, Либон — первый представитель рода, упомянутый в анналах со времён диктатуры Гая Юлия в 352 году до н. э.
Коллегой Луция Юлия по консульству был Марк Атилий Регул, позже прославившийся своим походом в Африку во время Первой Пунической войны. При этих магистратах произошла Саллентинская война: они разгромили мессапское племя саллентинов в Апулии и взяли Брундизий, тем самым завершив римское завоевание южной Италии. Таким образом, Рим получил важнейший порт и контроль над входом в Адриатическое море. За достигнутые успехи Либон и Регул были удостоены триумфа, который они отпраздновали 23 января 266 года до н. э.
По мнению Бэдиана, Луций Юлий, дед консула 157 года до н. э. и предполагаемый отец претора 208 года до н. э., мог быть сыном Либона.